# Ivo Victoria
Ivo Victoria, pseudoniem van Hans Van Rompaey (Antwerpen, 1971), is een in Amsterdam woonachtige Vlaamse schrijver.

## Levensloop
Ivo Victoria studeerde communicatiewetenschappen aan de Katholieke Universiteit Leuven. 
Hij debuteerde in 2009 met de roman Hoe ik nimmer de Ronde van Frankrijk voor min-twaalfjarigen won (en dat het me spijt).
Daarnaast is hij auteur van korter werk dat onder meer verscheen in De Standaard, De Morgen, NRC Handelsblad, Torpedo Magazine, Het Parool, Goedele Magazine en De Standaard der Letteren.
Zijn weblog werd in 2010 door HP/De Tijd verkozen tot een van de vijf beste literaire weblogs van Nederland.
Sinds oktober 2019 heeft hij een tweewekelijkse column op de opiniepagina's van De Morgen. Ook is hij vaste columnist bij het Nederlandse Radio 2 programma Spijkers met Koppen.

## Romans
- Hoe ik nimmer de Ronde van Frankrijk voor min-twaalfjarigen won (en dat het me spijt), Uitgeverij Anthos, 2009.
- Gelukkig zijn we machteloos, Uitgeverij Anthos, 2011.
- Dieven van vuur, De Bezige Bij, 2014.
- Billie & Seb, Lebowski Publishers, 2017.
- Alles is oké, Lebowski Publishers, 2019.
- Behoefte om te Drijven, Lebowski Publishers, 2021.

## Nominaties
- Shortlist Selexyz Debuutprijs 2010, longlist AKO Literatuurprijs 2010 en Academica Debutantenprijs 2010 voor Hoe ik nimmer de Ronde van Frankrijk voor min-twaalfjarigen won (en dat het me spijt).
- Shortlist Libris Literatuur Prijs 2012 en longlist AKO Literatuurprijs 2012 voor Gelukkig zijn we machteloos.
- Longlist Libris Literatuur Prijs 2015 voor Dieven van vuur.